# Marcelinho Roriz
Marcelo de Campos Roriz Júnior, mais conhecido como Marcelinho Roriz (Goiânia, 12 de julho de 1983) é um arqueiro brasileiro. O atleta compete na categoria arco composto masculino e é
atleta da seleção brasileira desde 2005.
Disputando competições oficiais desde 2004, Marcelinho Roriz é um dos principais arqueiros brasileiros. Juntamente com Roberval dos Santos, são os únicos dois atletas da América do Sul a romper a marca de 1.400 pontos em Round Fita.

## Competições e premiações
Seus principais resultados são:
- Medalha de bronze na distância de 30 metros e prata por equipes no Campeonato das Américas de 2006 no Rio de Janeiro (Brasil)
- Campeão brasileiro por equipes em Goiânia/2008 e Bento Gonçalves/2009
- Campeão da Copa Brasil em 2009, 2011 e 2012
- Campeão brasileiro indoor em 2009
- Campeão pan-americano indoor em 2009 - Multi Sites Indoor Championship (MICA)
- Bicampeão goiano e centro-oeste de tiro com arco
- Medalha de bronze nos Jogos Sul-Americanos de 2010 em Medellín (Colômbia)
- 21º colocado no Round Fita - Campeonato Mundial de 2009 em Ulsan (Coreia do Sul)
- 9º colocado na Copa do Mundo de 2010 em Porec (Croácia)
- 9º colocado na Copa do Mundo de 2010 em Ogden (Estados Unidos)
- 3º colocado no Campeonato Ibero-Americano de 2010 em El Salvador
- Campeão por equipes no Campeonato Ibero-Americano de 2010 em El Salvador
- Campeão pan-americano no Campeonato das Américas de 2010 em Guadalajara (México)
- Medalha de prata - 50 m - no Campeonato das Américas de 2012 em El Salvador
- 9º colocado na Copa do Mundo de 2013 em Medellín (Colômbia)
- 6º colocado (individual) e medalha de bronze (por equipe) no pan-americano de 2014 em Rosário (Argentina) [2]